# 瑟伦·托尔堡
瑟伦·弗雷德里克·托尔堡（丹麥語：Søren Frederik Thorborg，1889年3月10日—1978年7月31日），丹麦前男子竞技体操运动员。他曾代表丹麦获得1912年夏季奥运会体操比赛男子团体瑞典式银牌。